# Francisco Benitez
Francisco F. Benitez (Pagsanjan, 1 juni 1887 - Manilla, 30 juni 1951) was een Filipijns universiteitsbestuurder.

## Biografie
Francisco Benitez werd geboren op 1 juni 1887 in Pagsanjan in de provincie Laguna. Hij was de derde zoon van rechter Higinio Benitez en Soledad Francia en een oudere broer van Conrado Benitez. Benitez studeerde in 1905 af aan de Philippine Normal School. Nadat hij korte tijd als docent had gewerkt vertrok hij naar de Verenigde Staten, waar hij met een overheidsbeurs studeerde aan de Western Illinois State Normal School en een bachelor-diploma pedagogiek behaalde aan het Teachers College of Columbia.
Terug in de Filipijnen was hij van 1910 tot 1912 schoolhoofd van Paquil Elementary School en gaf aansluitend een jaar les aan de Philippine Normal School en een jaar aan de University of the Philippines (UP). In 1914 vertrok hij opnieuw naar de VS voor zijn master-opleiding aan de Columbia University. Na zijn terugkeer in 1915 werd hij benoemd tot directeur van de afdeling pedagogiek. Nadat de afdeling in 1918 een aparte faculteit was geworden werd Benitez aangesteld als de eerste decaan.
Datzelfde jaar richtte hij het Philippine Journal of Education op. Benitez was redacteur van het blad. In 1929 werd hij onderscheiden met een "University Medal" van de Columbia University voor de door hem geïntroduceerde verbeteringen in het onderwijs aan de UP. In 1935 was Benitez een van de leden van de door president Manuel Quezon ingestelde onderwijscommissie die het onderwijssysteem in de Filipijnen onder de loep moest nemen. Na de Tweede Wereldoorlog werd hij door president Sergio Osmeña benoemd tot ministerie van voorlichting. Aan het einde van zijn periode als minister, in mei 1946, werd hij opnieuw decaan van de faculteit pedagogiek.
Benitez overleed op 64-jarige leeftijd. Hij was getrouwd met schrijfster Paz Marquez-Benitez en kreeg met haar vier kinderen.

## Bron
- Carlos Quirino, Who's who in Philippine history, Tahanan Books, Manilla (1995)
- National Historical Institute, Filipinos in History, vol 1-3, Manilla, NHI (1992), online te raadplegen via deze link

- Gemeinsame Normdatei: 1056864737
- International Standard Name Identifier: 0000 0000 5134 8390
- Library of Congress Control Number: no2007111431
- Virtual International Authority File: 39164186
- WorldCat: E39PBJgt7YF4GYKqDRxyjwcF8C